# Đorđe Rakić
Đorđe Rakić (Ђорђе Ракић) ou Djordje Rakić (Kragujevac, 31 de outubro de 1985) é um futebolista sérvio, que joga como atacante e atua pelo clube Hangzhou Greentown.

## Carreira
Rakic fez parte do elenco da Seleção Sérvia de Futebol, em Pequim 2008.